# Salón de Cortes

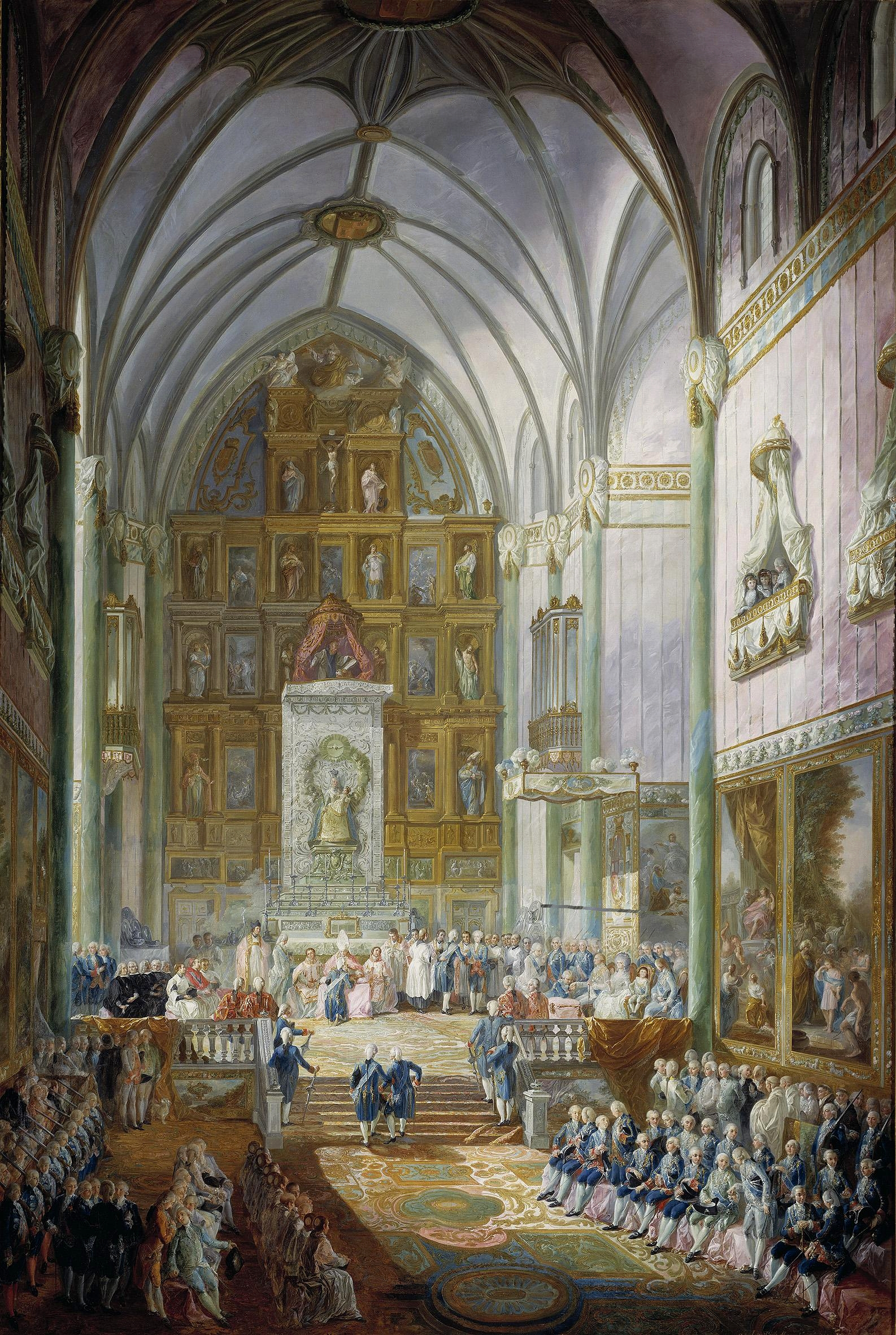
Las Cortes, reunidas en la iglesia del monasterio de San Jerónimo el Real, Madrid, en 1789, juran su reconocimiento al príncipe de Asturias, futuro Fernando VII. Cuadro de Luis Paret y Alcázar, 1791.

Salón de Cortes es la denominación del lugar donde se celebraban las sesiones de Cortes.
Las Cortes medievales y del Antiguo Régimen solían utilizar edificios religiosos de la ciudad donde se convocaban, como la Iglesia de Santa María de Monzón, lugar donde se celebraron varias de las convocatorias de las Cortes de Aragón. El Salón de Cortes de las Cortes Valencianas en la ciudad de Valencia fue posteriormente Audiencia Provincial y hoy Tribunal Superior de Justicia de la Comunidad Valenciana.
Las últimas Cortes del Antiguo Régimen, convocadas en Madrid, en 1789, y en 1833, se celebraron en San Jerónimo el Real, lugar tradicional de la jura como príncipes de Asturias de los herederos de la corona.
Durante el reinado de José Bonaparte se consideró la posibilidad de utilizar como Salón de Cortes la Real Basílica de San Francisco el Grande en Madrid.
Las Cortes de Cádiz (1810) utilizaron el Real Teatro de las Cortes y la Iglesia Mayor de San Fernando.
Cuando las sesiones se trasladaron a Madrid en 1814, y cuando se volvieron a reanudar en 1820 (las cortes del Trienio Liberal), se utilizó como Salón de Cortes la iglesia del Colegio de doña María de Aragón (de los agustinos calzados, dentro del complejo del Real Monasterio de la Encarnación), que es el actual edificio del Senado.
El Estatuto Real de 1834 dispuso un sistema bicameral, por lo que el Estamento de Próceres (futuro Senado) pasó a ocupar el antiguo salón de Cortes del Colegio de doña María de Aragón y el Estamento de Procuradores (futuro Congreso de los Diputados) se estableció en el convento del Espíritu Santo de la Carrera de San Jerónimo (reformado entre 1843-1850 por Narciso Pascual, dando lugar al actual Palacio de las Cortes). Por su forma semicircular, se suele utilizar el término hemiciclo para referirse concretamente al Salón de Cortes del Palacio de la Carrera de San Jerónimo.

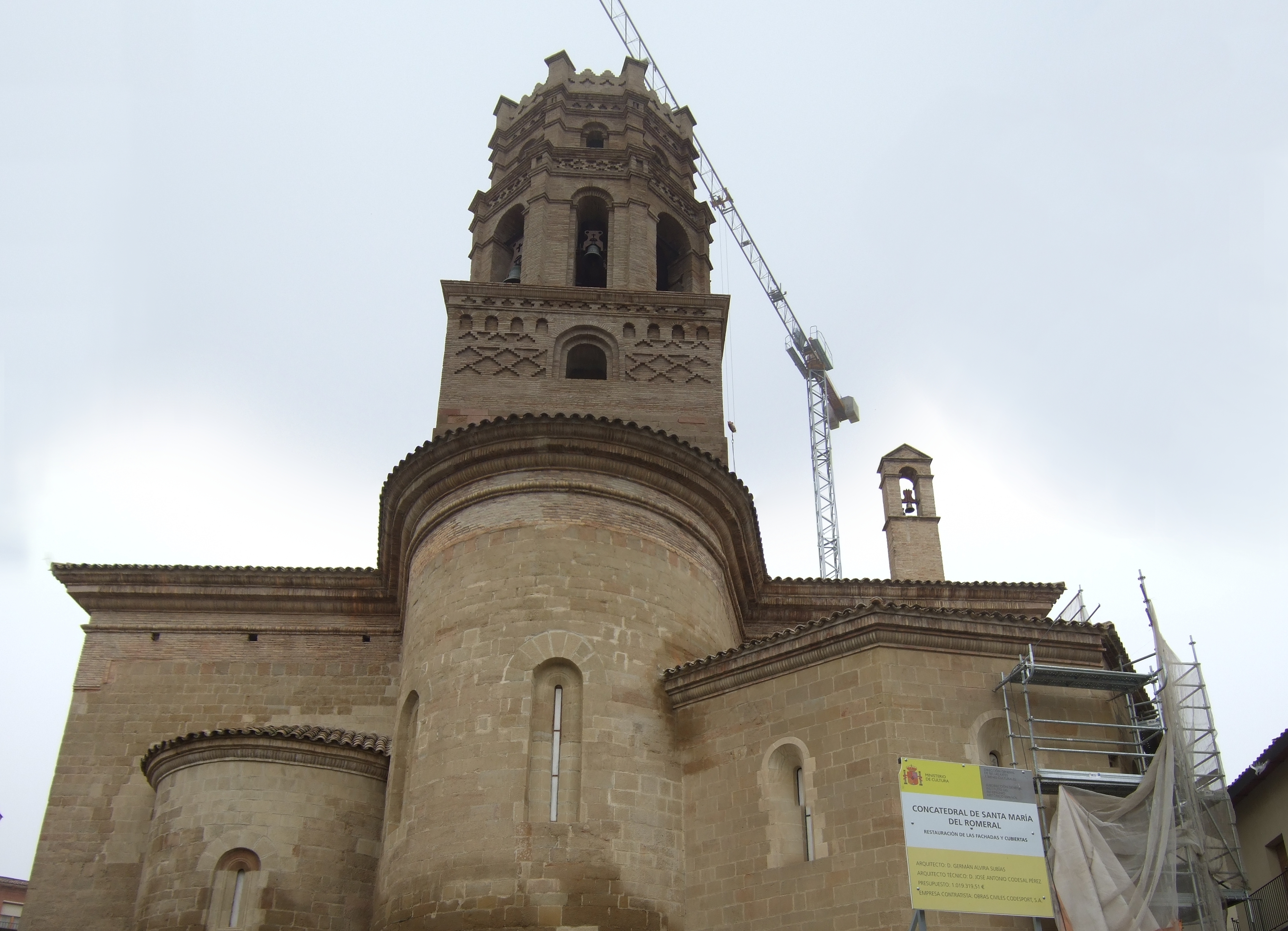
Iglesia de Santa María de Monzón.
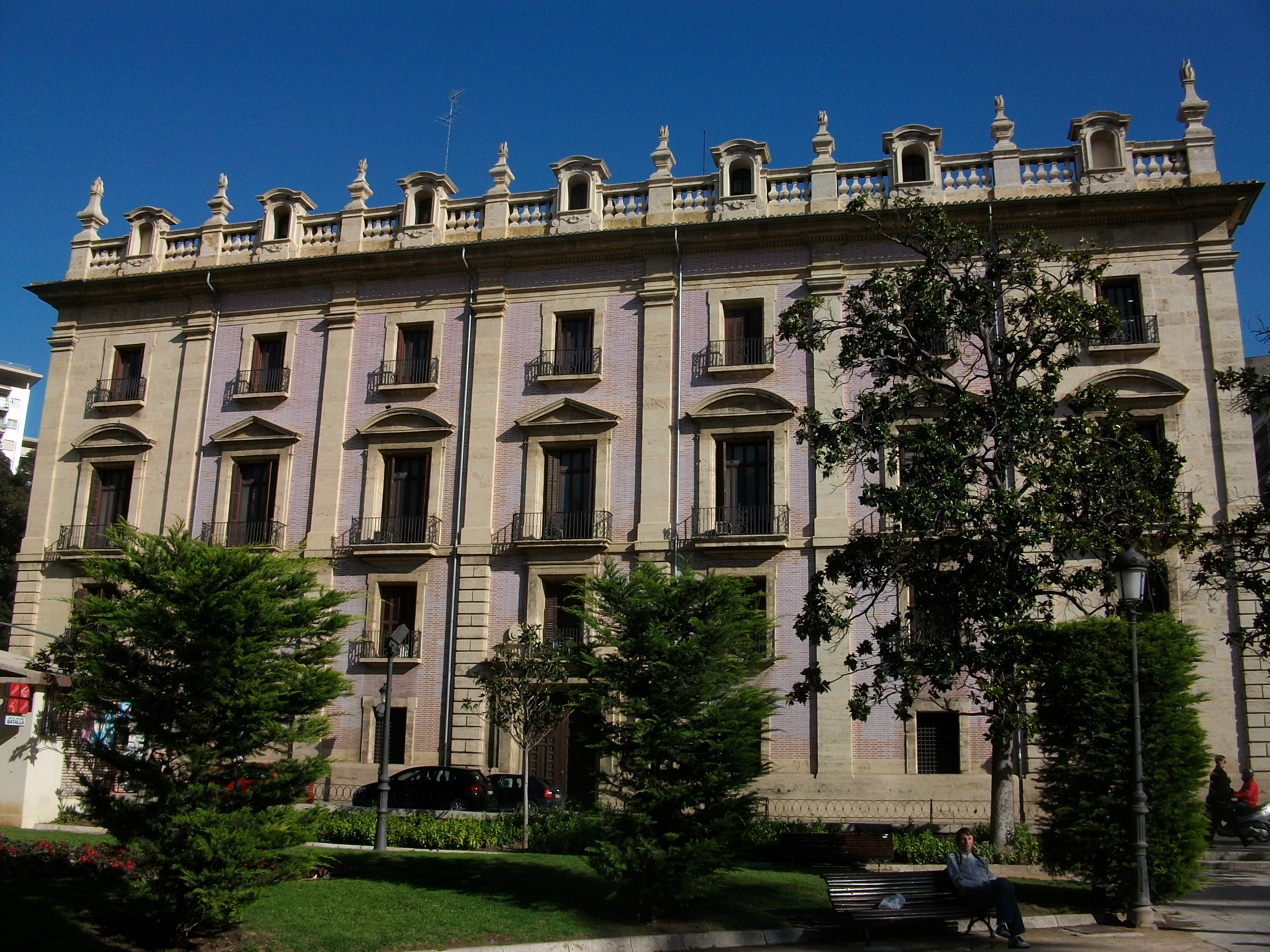
Palacio de Justicia de Valencia.
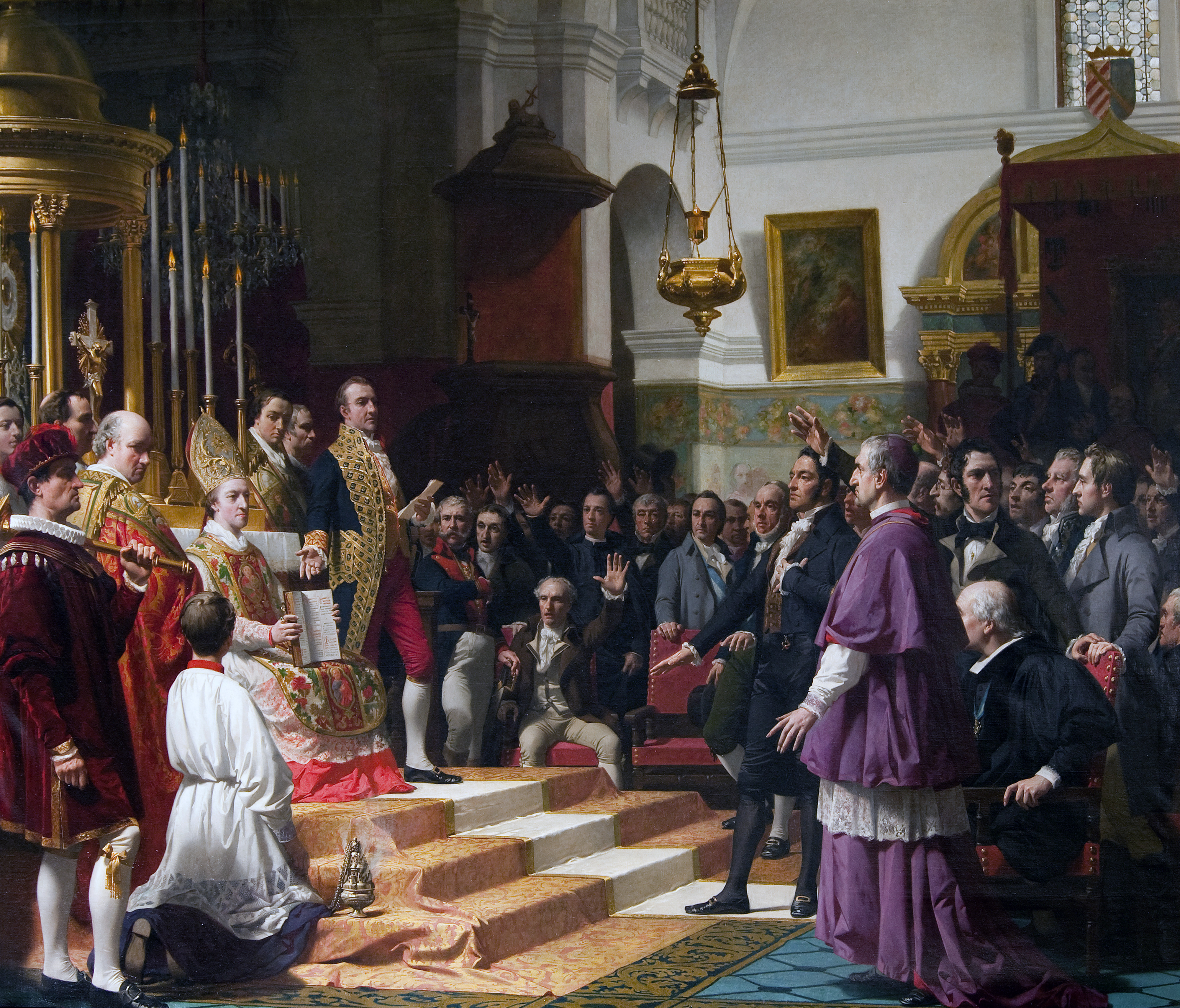
Jura de la Constitución de 1812 en la Iglesia Mayor de San Fernando. Cuadro de Casado del Alisal.
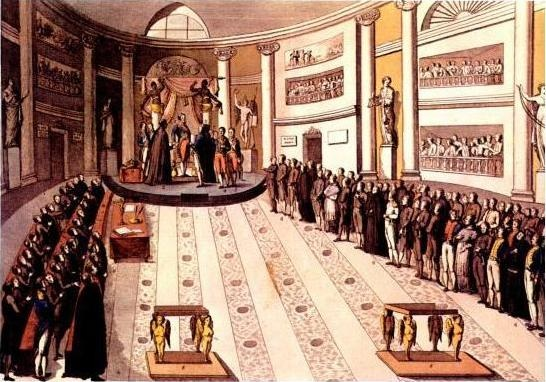
Fernando VII jura la Constitución de Cádiz ante las Cortes del Trienio, en el Palacio de María de Aragón, Madrid, 1820.
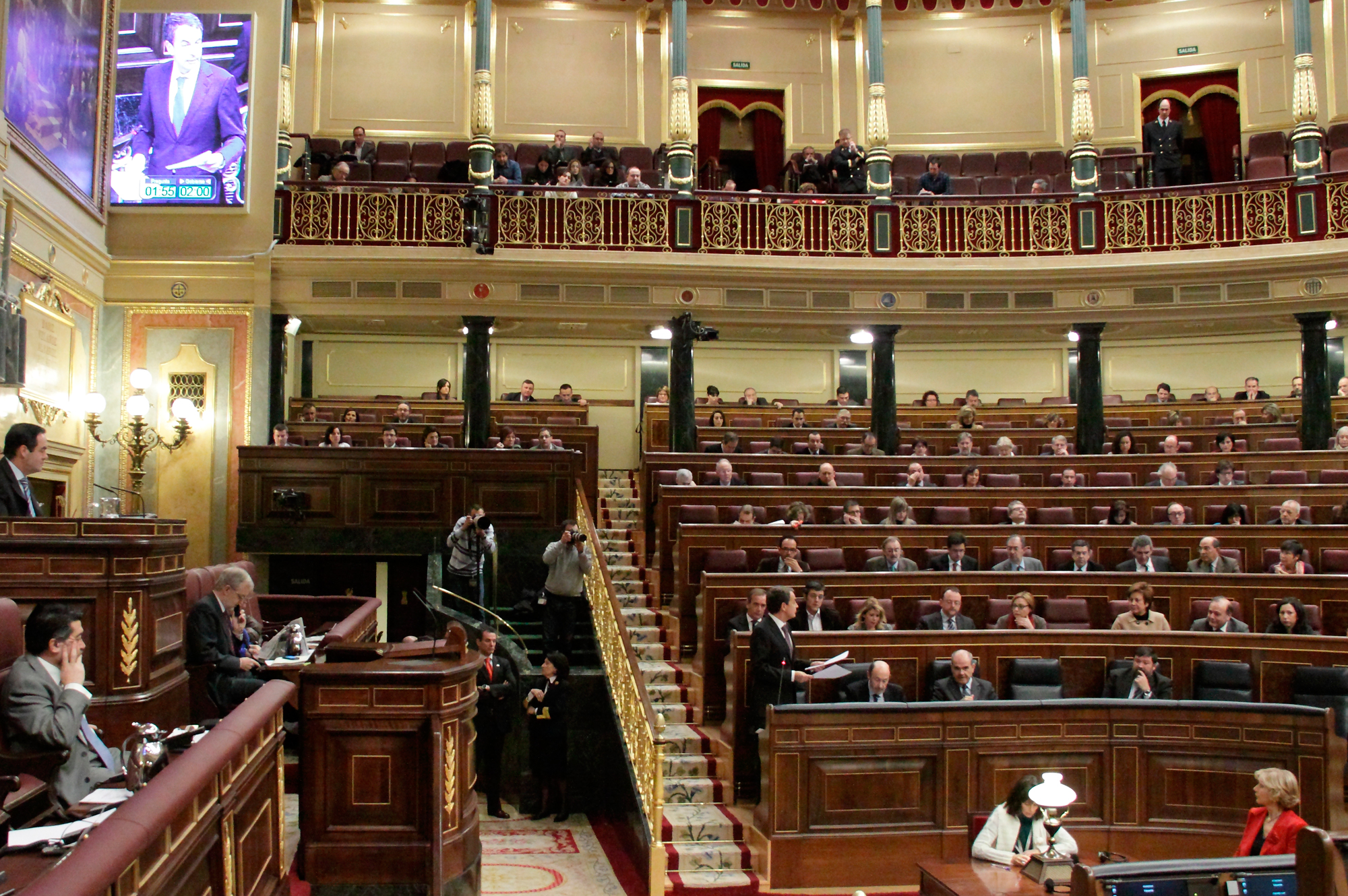
Sesión plenaria en el hemiciclo del actual Congreso de los Diputados.